# Gutowiec
Gutowiec (niem. Guttowitz) – wieś  w Polsce, położona w województwie pomorskim, w powiecie chojnickim, w gminie Czersk. 
Wieś borowiacka położona  przy drodze krajowej nr 22 a także  przy szlaku linii kolejowej nr 203. 
W skład sołectwa Gutowiec wchodzi również wieś Kurkowo. 
W latach 1975–1998 miejscowość należała administracyjnie do województwa bydgoskiego.
- Zobacz też: Gutowiec (stacja kolejowa) i Rytel.